# Тхімпху Сіті
Тхімпху Сіті (англ. Thimphu City Football Club) — бутанський футбольний клуб з міста Тхімпху, який виступає у Національній лізі Бутану, вищому дивізіоні національного чемпіонату. Срібний призер вищого дивізіону чемпіонату Бутану 2011, 2012, 2013 та 2014 року. У 2012 році кваліфікувалися для участі в дебютному розіграші Національної ліги Бутану. Офіційно був відомий під назвою «Зімдра», у 2012 році змінив назву на «Тхімпху Сіті» й кваліфікувалися до участі в Прем'єр-лізі Бутану 2013, де посіли друге місце (поступилися лише «Єедзіну»). У 2016 році «Тхімпху Сіті» виграв Лігу Тхімпху та Національну лігу Бутану

## Історія
Клуб заснований в 2012 році як офіційний правонаступник ФК «Зімдра», який вперше зафіксував участь у вищому дивізіоні чемпіонату Бутану 2011 року, коли команда фінішувала на другому місці (поступившись «Єедзіну») в короткому сезоні, який складався з одного кола напередодні старту нової Національної ліги Бутану.
Наступний сезон також став успішним. «Зімдра» знову фінішував на другому місці в А-Дивізіоні, але цього разу поступився чемпіонством «Друкполу», незважаючи на перемогу над майбутнім чемпіоном в останній грі сезону. Команда завершила сезон без жодної поразки, втративши очки в матчі з «Друкполом» та в матчах проти «Єедзіна». Зайнявши друге місце в А-Дивізіоні, здобули право грати в Національній лізі, хоча й зіграли у вище вказаному турнірі не так вдало, фінішувавши п’ятим із шести команд-учасниць (5 перемог та 1 нічия в 10-ти матчах). На різноманітних ветеранських турнірах продовжував грати під назвою «Зімбра».
У третьому сезоні поспіль головна команда «Тхімпху Сіті» була перейменована, фінішували як віце-чемпіон А-дивізіону, виграли п’ять матчів та одну нічию у восьми поєдинках, але відстали на п’ять очок позаду чемпіона «Єедзіна». У Національній лізі Бутану команда виступила краще, де посіли третє місце, впевнено випередивши «Друкпол» (5 перемог та 3 нічиїх у 8-ми матчах), але на три очки відстали від «Уг'єн Академі». До 2013 року місто «Тхімпху Сіті» перебував у скрутному фінансовому становищі. Власник клубу Гіші Церінг витрачав на той час багато власних грошей, виплачував зарплати та покривав плату за навчання молодших гравців у футбольній лізі, де гроші не надходять із продажу квитків, а спонсорські кошти не надходили. Друг Тшерінга та деякі інші приватні спонсори внесли гроші, щоб клуб зміг заплатити своїм гравцям від 20 до 40 тисяч нгултрум.
По ходу сезону 2014 року «Тхімпху Сіті» здавалося, що вони, нарешті, зможуть зробити крок вперед і претендувати на перший титул А-Дивізіону, оскільки вони випереджали три очки «Друкпол» з п'ятьма перемогами та однією нічиєю в шести матчах, втративши очки лише в матчі проти «Друк Стар». Однак вони оступилися в матчі передостаннього туру, програвши «Друк Юнайтед» з рахунком 5:1. «Тхімпху» виграв усі матчі та очолював до цього турнірну таблицю, випереджаючи найближчого конкурента на 1 очко. Однак ця поразка означала, що команда вже відставала на одне очко від конкурента напередодні останнього матчу. «Друк Юнайтед» розгромив «Друк Стар» (8:3) у цій фінальній грі та виграли A-дивізіон, відправивши «Тімпху» вчетверте поспіль на друге місце, хоча «Сіті» знову вийшли в Національну лігу.
«Тхімпху Сіті» потужно стартував у Національній лізі 2014 року, очолюючи в першій половині турнірну таблицю, при цьому команда втратила очки лише в матчі проти майбутнього переможця турніру, «Друк Юнайтед». Друга половина сезону була менш вдалою. Незважаючи на те, що вони здобули найкрупнішу в сезоні перемогу (16:0) над «Бутан Клірінг», який зайняв останнє місце в чемпіонаті, «Тхімпху Сіті» виграв лише ще одну гру та посів підсумкове третє місце, поступившись «Друк Юнайтед» та «Уг'єн Академі».

## Досягнення
- Ліга Тхімпху
  -  Чемпіон (2): 2016, 2017
  -  Срібний призер (5): 2011, 2012, 2013, 2014, 2018[6][2][3][4][7].

- Національна ліга Бутану
  -  Чемпіон (1): 2016
  -  Срібний призер (1): 2017
  -  Бронзовий призер (5): 2013, 2014, 2015, 2018, 2019

- Чемпіонат Бутану з футзалу
  -  Чемпіон (2): 2016, 2018

## Континентальні турніри
Забиті м'ячі як в домашніх, так і у виїзних поєдинках «Тхімпху Сіті» в таблиці подано на першому місці
| Сезон | Змагання  | Раунд              | Клуб          | Вдома | На виїзді | Загалом |
| ----- | --------- | ------------------ | ------------- | ----- | --------- | ------- |
| 2017  | Кубок АФК | Попередній раунд 1 | Клаб Валенсія | 0–0   | 0–3       | 0–3     |

## Склад команди
Склад команди на сезон 2020 року
| №  | Поз. | Нац.  | Гравець          |
| -- | ---- | ----- | ---------------- |
| 1  | ВР   | Бутан | Нгаванг Джампхел |
| 3  | ЗХ   | Бутан | Чокі Вангчук     |
| 4  | ЗХ   | Бутан | Сонам Тензін     |
| 5  | ЗХ   | Бутан | Єши Дорджи       |
| 6  | ЗХ   | Бутан | Сангай Дорджи    |
| 7  | НП   | Бутан | Кенчо Тобгай     |
| 8  | ПЗ   | Бутан | Карма Шендруп    |
| 9  | ПЗ   | Бутан | Шеруб Дорджи     |
| 10 | НП   | Бутан | Орг'єн Тшерінг   |
| 11 | НП   | Бутан | Кінга Рабгай     |
| 12 | НП   | Бутан | Лунгтоп Дава     |
| 13 | ЗХ   | Бутан | Німа Тшерінг     |
| 16 | ПЗ   | Бутан | Тшерінг Дорджи   |

| №  | Поз. | Нац.  | Гравець        |
| -- | ---- | ----- | -------------- |
| 17 | ПЗ   | Бутан | Бірен Баснет   |
| 19 | ЗХ   | Бутан | Фунтшо Джигме  |
| 21 | ВР   | Бутан | Карма Сонам    |
| 22 | ЗХ   | Бутан | Маной Гурунг   |
| 23 | ПЗ   | Бутан | Пурна Кумар    |
| 24 | ЗХ   | Бутан | Дава Тшерінг   |
| 25 | НП   | Бутан | Еше Дорджі     |
| 27 | ПЗ   | Бутан | Келден Тобден  |
| 29 | ПЗ   | Бутан | Келден Фунтшо  |
| 30 | ВР   | Бутан | Тензін Вангчук |
| 77 | ПЗ   | Бутан | Тензін Норбу   |
| 99 | ЗХ   | Бутан | Міфам Чофел    |